# 12.º distrito congresional de Nueva York
El 12.º distrito congresional es un distrito congresional que elige a un Representante para la Cámara de Representantes de los Estados Unidos por el estado de Nueva York.  Según la Oficina del Censo, en 2011 el distrito tenía una población de 675 432 habitantes. Actualmente el distrito está representado por la Demócrata Carolyn Maloney.

## Geografía
El 12.º distrito congresional se encuentra ubicado en las coordenadas 40°45′0″N 73°57′5″O / 40.75000, -73.95139.

## Demografía
Según la Oficina del Censo de los Estados Unidos, en 2011 había 675 432 personas residiendo en el 12.º distrito congresional. De los 675 432 habitantes, el distrito estaba compuesto por 341 614 (50.6%) blancos; de esos, 328 753 (48.7%) eran blancos no latinos o hispanos. Además 64 317 (9.5%) eran afroamericanos o negros, 3 799 (0.6%) eran nativos de Alaska o amerindios, 122 295 (18.1%) eran asiáticos, 209 (0%) eran nativos de Hawái o isleños del Pacífico, 139 235 (20.6%) eran de otras razas y 16 824 (2.5%) pertenecían a dos o más razas. Del total de la población 308 752 (45.7%) eran hispanos o latinos de cualquier raza; 54 161 (8%) eran de ascendencia mexicana, 114 746 (17%) puertorriqueña y 3 145 (0.5%) cubana. Además del inglés, 3 944 (40.1%) personas mayor a cinco años de edad hablaban español perfectamente.
El número total de hogares en el distrito era de 243 740, y el 60.5% eran familias en la cual el 28 tenían menores de 18 años de edad viviendo con ellos. De todas las familias viviendo en el distrito, solamente el 34.9% eran matrimonios. Del total de hogares en el distrito, el 6.8 eran parejas que no estaban casadas, mientras que el 0.8% eran parejas del mismo sexo. El promedio de personas por hogar era de 2.74. 
En 2011 los ingresos medios por hogar en el distrito congresional eran de US$41 729, y los ingresos medios por familia eran de US$64 168. Los hogares que no formaban una familia tenían unos ingresos de US$98 517. El salario promedio de tiempo completo para los hombres era de US$35 794 frente a los US$37 501 para las mujeres. La renta per cápita para el distrito era de US$23 705. Alrededor del 24% de la población estaban por debajo del umbral de pobreza.